# Picaflors de Nova Guinea
El picaflors de Nova Guinea (Dicaeum geelvinkianum) és un ocell de la família dels diceids (Dicaeidae).

## Hàbitat i distribució
Habita boscos, vegetació secundària i sabana de les terres baixes de Nova Guinea a excepció del Vogelkop.